# 34567 Weidekoo
34567 Weidekoo è un asteroide della fascia principale. Scoperto nel 2000, presenta un'orbita caratterizzata da un semiasse maggiore pari a 3,0563062 au e da un'eccentricità di 0,0584886, inclinata di 8,39298° rispetto all'eclittica.